# Lewis R. Bradley

Lewis R. Bradley

Lewis Rice „Broadhorns“ Bradley (* 15. Februar 1805 im Orange County, Virginia; † 21. März 1879 in Elko, Nevada) war ein US-amerikanischer Politiker und Gouverneur des Bundesstaates Nevada.

## Frühe Jahre und politischer Aufstieg
Lewis Bradley besuchte die öffentlichen Schulen seiner Heimat in Virginia. Danach arbeitete er im Viehhandel und als Maultierhändler. Nach einer Reise von Missouri nach Kalifornien ließ er sich um 1862 im Elko County in Nevada nieder. Zuvor war er im Jahr 1861 für eine Legislaturperiode Mitglied der California State Assembly gewesen.

## Gouverneur von Nevada
Im Jahr 1870 wurde Bradley als Kandidat der Demokratischen Partei zum Gouverneur von Nevada gewählt, wobei er sich mit 53,9 Prozent der Stimmen gegen Frederick Augustus Tritle durchsetzte. Er trat sein neues Amt am 2. Januar 1871 an. Nach einer Wiederwahl im Jahr 1874 konnte er bis zum 6. Januar 1879 im Amt bleiben. Im Jahr 1878 scheiterte sein Versuch einer erneuten Wiederwahl knapp: Mit einem Anteil von 48,7 Prozent der Stimmen unterlag er dem Republikaner John Henry Kinkead. In seiner Amtszeit wurde das Gefängnissystem neu organisiert und die University of Nevada gegründet.
Nach seiner Wahlniederlage im Jahr 1878 zog sich Bradley aus der Politik zurück. Er starb nur wenige Wochen nach dem Ende seiner Amtszeit und wurde auf dem Odd Fellows Cemetery in Elko beigesetzt. Gouverneur Bradley war mit Virginia Hode Willis verheiratet, mit der er drei Kinder hatte.